# Sebastiaan Borgardijn
Sebastiaan Borgardijn is sinds maart 2013 de hoofdtrainer van PEC Zwolle Vrouwen. Hiermee nam hij het stokje over van Bert Zuurman, die na 3 jaar zijn vertrek aankondigde en aan de slag ging als KNVB WorldCoach. Na tweeënhalf seizoen als hoofdtrainer bij de Zwollenaren besloot hij zijn contract niet te verlengen.